# Hans Schomerus
(Johannes Menko Siegfried) Hans Schomerus (* 20. März 1902 in Villupuram, Ostindien; † 20. Mai 1969 in Schielberg) war ein deutscher lutherischer Theologe und Akademiedirektor. Er gilt als ein prominenter Vertreter der Konservativen Revolution. Schomerus ist Autor zahlreicher theologischer, zeitgeschichtlicher und kulturhistorischer Bücher und Aufsätze.

## Leben und Werk
Nach dem Theologiestudium war Schomerus zunächst Hilfsgeistlicher in Hildesheim (1926 bis 1927), daran anschließend von 1928 bis 1936 Pfarrer in Wahrenholz/Hannover. 1936 bis 1938 wurde er Domprediger am Braunschweiger Dom, 1938 bis 1945 Ephorus und Studiendirektor des Predigerseminars Wittenberg. 1945 bis 1948 war er Pfarrer in Reinbek bei Hamburg. 1948 war er einer der Mitbegründer der Zeitung Christ und Welt, später Redakteur (Schriftleitung) und Autor. 1951 wurde Schomerus als Nachfolger von Friedrich Schauer Leiter der Evangelischen Akademie Baden in Bad Herrenalb, in der Zeit von 1955 bis 1967 war er Akademiedirektor.
Am 22. September 1961 wurde ihm die Ehrendoktorwürde der Evangelisch-Theologischen Fakultät Tübingen verliehen. Schomerus war Mitglied der Abendländischen Akademie und von 1961 bis 1969 Mitglied des Ambassador Clubs Karlsruhe.

## Veröffentlichungen
- Kaiser und Bürger. Gestaltwandel deutscher Herrschaft in der Geschichte. Hanseatische Verlagsanstalt, Hamburg 1934
- Ende des Säkularismus. Hanseatische Verlagsanstalt, Hamburg 1935
- Von deutscher Ehre und christlichem Gewissen. Bonner Univ. Buchdr., Bonn 1936
- Das neue Wirklichkeitsbild. Nölke, Hamburg 1947
- Der Wächter an der Grenze. Furche-Verlag, Tübingen 1948 (unter Pseudonym Jan Coster)
- Realistisches Leben. Evang. Verlagswerk, Stuttgart 1958
- Geistige Strömungen der Gegenwart. Gütersloher Verl.-Haus G. Mohn, Gütersloh 1966
- Fülle der Welt. Das Vaterunser in unserer Zeit. Claudius-Verlag, München 1969